# Conseil souverain de Béarn
Le conseil souverain de Béarn était la cour souveraine du Béarn de 1516 à 1620.

## Histoire
Le conseil souverain est créé en 1516 à l'initiative d'Alain d'Albret, grand-père et curateur d'Henri II, roi de Navarre et seigneur de Béarn.
Il succède à la Cour majour qui avait cessé de se réunir dès 1490.
Il est remplacé, en 1620, par le parlement de Navarre à Pau.

## Archives
Les archives du Conseil souverain sont conservées aux Archives départementales des Pyrénées-Atlantiques.